# دوئی رابینسون
دوئی رابینسون (انگلیسی: Dewey Robinson؛ ‏ ۱۷ اوت ۱۸۹۸ – ۱۱ دسامبر ۱۹۵۰) بازیگر اهل ایالات متحده آمریکا بود. وی بین سال‌های ۱۹۳۱ تا ۱۹۵۰ میلادی فعالیت می‌کرد.
از فیلم‌ها یا برنامه‌های تلویزیونی که وی در آن نقش داشته‌است، می‌توان به ساده‌لوحی از پادوکا، شهره شهر نیویورک، مک‌گینتی بزرگ، کریسمس در ژوئیه، پدر عروس، کازابلانکا، زنگ‌های کلیسای مریم مقدس، آشپز هنگ، آن زن به او بد کرد، داستان پام بیچ، سفرهای سولیوان، رؤیای نیمه شب تابستان، دوست من ایرما، هتل کی‌استون، و زن شهر اشاره کرد.